# MSDN技术资源库
MSDN技术资源库是微软公司为软件和网站开发人员提供的技术资源库，名字中的MSDN意味着微软开发者网络。

## 内容
除了Windows SDK之外，MSDN也包含对应版本的Visual Studio产品文档和微软知识库以及产品文档中的示例代码。

## 获得方式
MSDN技术资源库的在线版在微软的MSDN网站上可以访问，而基于物理介质的离线版本则可以通过MSDN订阅服务或者购买Visual Studio获得。从2006年开始，离线版MSDN技术资源库可以从微软下载中心下载。。

## Visual Studio支持
在安装Visual Studio时，可以选择安装MSDN技术资源库到本地计算机，或者使用在线版本。本地版的访问比在线版要快，但是需要数G的硬盘空间。每个MSDN技术资源库版本都支持一个或者多个Visual Studio版本，可以在Visual Studio的帮助选项中选择使用的MSDN技术资源库版本。

## 阅读
MSDN技术资源库的主界面分为两栏，位于左边的树型导航界面和位于右侧的正文。
除了使用导航树访问之外，MSDN技术资源库也可以通过阅读器的搜索和索引功能，或者在集成的Visual Studio中使用F1快捷键访问。